# 298
Évszázadok: 2. század – 3. század – 4. század
Évtizedek: 240-es évek – 250-es évek – 260-as évek – 270-es évek – 280-as évek – 290-es évek – 300-as évek – 310-es évek – 320-as évek – 330-as évek – 340-es évek
Évek: 293 – 294 – 295 – 296 –  297 – 298 – 299 – 300 – 301 – 302 – 303

## Események

### Római Birodalom
- Anicius Faustust és Virius Gallust választják consulnak.
- A római-perzsa háborúban Galerius caesar a szatalai csatában meglepetésszerűen megtámadja Narsak szászánida király táborát és döntő győzelmet arat. Narsak kincstárát zsákmányul ejtik, feleségei és lányai fogságba kerülnek, a király pedig sebesülten elmenekül. Galerius ezután megszállja Niszibiszt, majd a Tigris folyó mentén délnek indul és elfoglalja a szászánidák fővárosát, Ktésziphónt.
- Galerius visszahelyezi Örményország trónjára a perzsák által elűzött III. Tiridatészt.
- Diocletianus császár nyolc hónapnyi ostrom után elfoglalja Alexandriát és kivégezteti Aurelius Achilleus trónkövetelőt. Alexandria büntetésül elveszti pénzverési jogát.
- Diocletianus Felső-Egyiptomban békét köt a nobatiai és blemmi törzsekkel.
- Maximianus császár az észak-afrikai berberek lázadásának leverése után győzedelmesen bevonul Karthágóba.
- A kis kísérettel Galliában utazó Constantius Chlorus caesart egy portyázó alemann sereg meglepi és megfutamítja. Constantius Lingones városban talál menedéket (állítólag kötélen húzták fel a városfalon a sebesült caesart), de a környék helyőrségeinek mozgósítása után vereséget mérnek a barbárokra és állítólag 60 ezret megölnek közülük.
- Rómában megkezdődik Diocletianus termáinak építése.

### Korea
- Csatában elesik Cshekkje pekcsei király. Utóda fia, Punszo.
- Meghal Jurje, Silla királya. Utóda Kirim.

## Születések
- Alexandriai Szent Atanáz, keresztény teológus

## Halálozások
- Aurelius Achilleus, római trónkövetelő
- Tangeri Kasszián, keresztény mártír
- Cshekkje pekcsei király
- Jurje sillai király

## Fordítás
- Ez a szócikk részben vagy egészben  a(z)   298 című angol Wikipédia-szócikk ezen változatának fordításán alapul.  Az eredeti cikk szerkesztőit annak laptörténete sorolja fel. Ez a jelzés csupán a megfogalmazás eredetét és a szerzői jogokat jelzi, nem szolgál a cikkben szereplő információk forrásmegjelöléseként.